# Prémio Pulitzer de Reportagem Fotográfica
O Prémio Pulitzer de Reportagem Fotográfica é um dos Prémios Pulitzer entregues anualmente na área do jornalismo. A partir do ano de 2000 tem usado o nome de "reportagem fotográfica" apesar de ser considerado uma continuação do Prémio Pulitzer de Fotografia de Última Hora, que foi entregue de 1968 a 1999. Anteriormente a 1968, existia um prémio único de Fotojornalismo, o Prémio Pulitzer de Fotografia, que foi substituído nesse ano pelo Prémio Pulitzer de Fotografia de Última Hora e pelo Prémio Pulitzer de Fotografia Especial.

## Vencedores do Prémio Pulitzer de Reportagem Fotográfica
Este Prémio tem sido entregue individualmente desde 2000 sem excepção.
- 2000: Redacção fotográfica do Denver Rocky Mountain News, "pela sua cobertura fotográfica do Massacre de Columbine próximo de Denver." (justificação, imagens)
- 2001: Alan Diaz, The Associated Press, "pela sua fotografia dos agentes federais retirando Elián González da casa do seu tio."(justificação, imagem)
- 2002: Redacção do The New York Times, "pela sua cobertura do ataque de 11 de setembro ao World Trade Center." (justificação, imagens)
- 2003: Redacção fotográfica do Rocky Mountain News, "pela sua cobertura poderosa e criativa dos incêndios florestais furiosos do Colorado." (justificação, imagens)
- 2004: David Leeson e Cheryl Diaz Meyer, The Dallas Morning News, "pelas suas fotografias eloquentes mostrando quer a violência quer a aspereza da guerra no Iraque." (citation, images)
- 2005: Redacção do The Associated Press, "pela suas fotografias assombrosas do combate sangrento que durou um ano dentro das cidades Iraquianas." (justificação, imagens)
- 2006: Redacção do The Dallas Morning News, "pelas suas fotografias vívidas mostrando o caos e a dor após o Furacão Katrina que afectou Nova Orleães." (justifcação, imagens)
- 2007: Oded Balilty do The Associated Press, "pela sua fotografia poderosa de uma mulher judia isolada a desafiar as forças de segurança israelita à medida que estas removem colonos ilegais na Cisjordânia." (justificação, imagem)
- 2008: Adrees Latif da Reuters, "pela sua fotografia dramática de um cinegrafista japonês, estatelado na rua, ferido fatalmente durante uma manifestação de rua na Birmânia."[1] (justificação, imagem)
- 2009: Patrick Farrell do The Miami Herald, "pela suas imagens provocantes e impecavelmente compostas do desespero após o Furacão Ike e outras tempestades mortais que provocaram um desastre humano no Haiti." (justificação, imagem)
- 2010: Mary Chind do The Des Moines Register, "pela sua fotografia de um momento de parar o coração quando um socorrista que oscila num arnês improvisado tenta salvar uma mulher presa na espuma da água por baixo de uma barragem." (justificação, imagem)
- 2011: Carol Guzy, Nikki Kahn e Ricky Carioti do The Washington Post, "Pelo seu retrato próximo do luto e desespero após o sismo catastrófico que atingiu o Haiti." (justificação, imagens)
- 2012: Massoud Hossaini da Agence France-Presse "pela sua imagem comovente de uma rapariga chorando de medo após um ataque de bomba suicida  num santuário lotado em Cabul." (justificação, imagens)
- 2013: O argentino Rodrigo Abd e os seus colegas da The Associated Press, Narciso Contreras, Khalil Hamra, Manu Brabo e Muhammed Muheisen "pela sua cobertura atrativa da guerra civil na Síria".
- 2014: Tyler Hicks do The New York Times, "por documentar corajosamente um ataque terrorista mortal num centro comercial de Nairobi."
- 2015: Redacção fotográfica do St. Louis Post-Dispatch "pelas imagens poderosas do desespero e raiva em Ferguson, Missouri, um fotojornalismo deslumbrante que serviu a comunidade enquanto informava o país."[2]
- 2016: Mauricio Lima, Sergey Ponomarev , Tyler Hicks, e Daniel Etter do The New York Times "pelas fotografias que capturaram a resolução dos refugiados, os perigos das suas viagens e as dificuldades dos países receptores para os receberem."[3]
- 2017: Daniel Berehulak, Daniel Berehulak, fotógrafo freelance "pela poderosa narrativa por meio de imagens publicadas no  The New York Times mostrando o desrespeito insensível pela vida humana nas Filipinas causado por um ataque do governo a traficantes e usuários de drogas."
- 2018: Ryan Kelly do The Daily Progress, "por uma imagem arrepiante que refletiu os reflexos e a concentração do fotógrafo ao capturar o momento do impacto de um ataque de carro durante um protesto racial em Charlottesville, Virgínia."
- 2019: Equipe da Reuters "por uma narrativa visual vívida e surpreendente da urgência, desespero e tristeza dos migrantes enquanto viajavam para os EUA vindos da América Central e do Sul."[4]
- 2020: Equipe da Reuters, por "fotografias abrangentes e esclarecedoras de Hong Kong enquanto cidadãos protestavam contra a violação de suas liberdades civis e defendiam a autonomia da região pelo governo chinês."[5]
- 2021: Equipe da Associated Press, "Para uma coleção de fotografias de várias cidades dos EUA que captura de forma coesa a resposta do país à morte de George Floyd."[6]
- 2022:
  - Marcus Yam do Los Angeles Times, "Por imagens cruas e urgentes da saída dos EUA do Afeganistão que capturam o custo humano da mudança histórica no país."
  - Win McNamee, Drew Angerer, Spencer Platt, Samuel Corum and Jon Cherry da Getty Images, "Por fotos abrangentes e consistentemente fascinantes do ataque ao Capitólio dos EUA."[7]
- 2023: Equipe da The Associated press: Evgeniy Maloletka, Felipe Dana, Emilio Morenatti, Rodrigo Abd, Nariman El-Mofty, Vadim Ghirda, e Bernard Armangue "Em reconhecimento a imagens marcantes que mostraram em tempo real o devastador custo humano da guerra na Ucrânia".[8]